# Katholieke Kerk in Guyana

Guyana

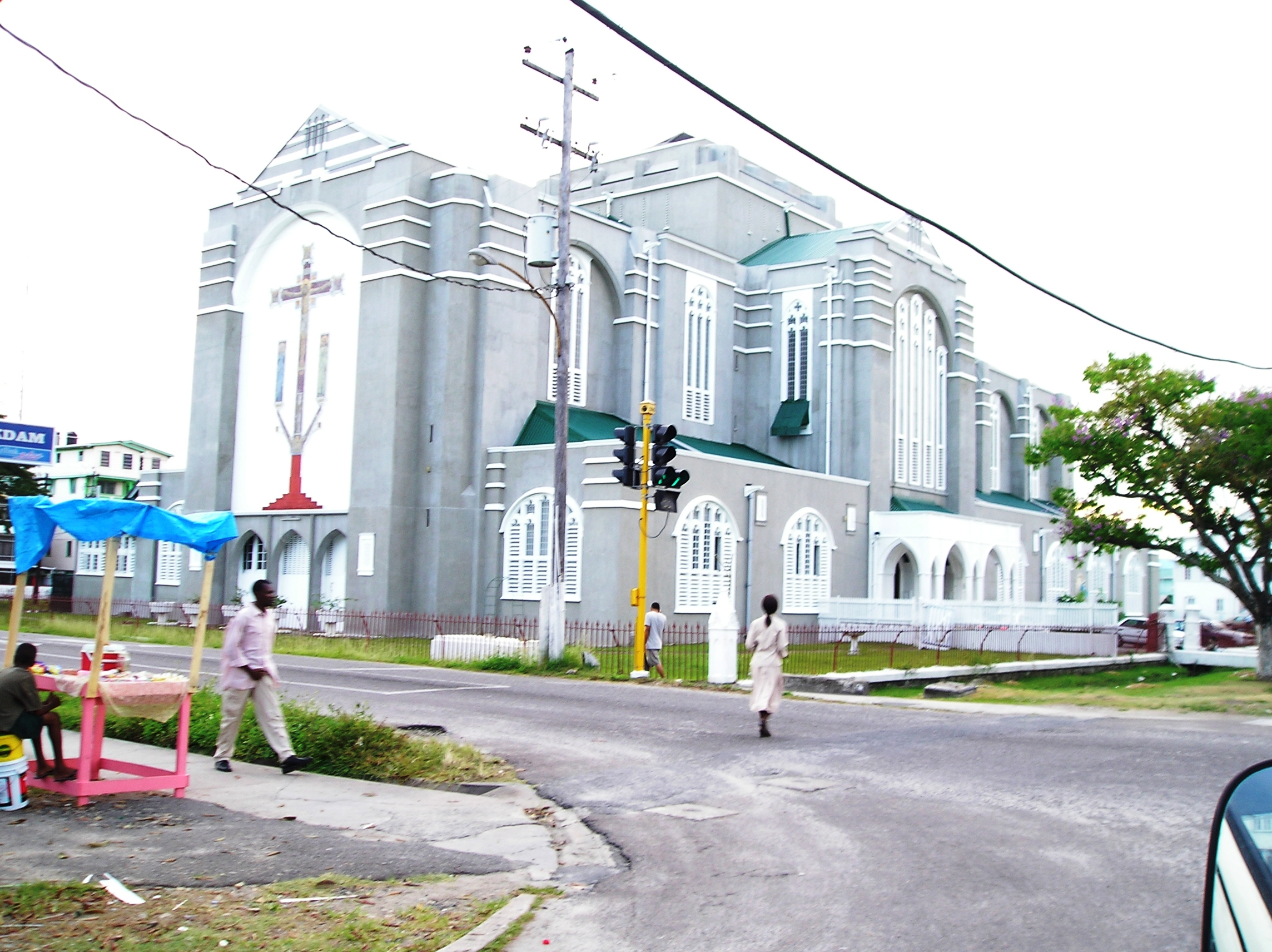
Kathedraal van de Onbevlekte Ontvangenis in Georgetown

De Katholieke Kerk in Guyana is een onderdeel van de wereldwijde Katholieke Kerk, onder het geestelijk leiderschap van de paus en de curie in Rome.
In 2005 waren er in Guyana ongeveer 88.000 (10.2%) katholieken. Het land bestaat uit een enkel bisdom, het bisdom Georgetown, dat deel uitmaakt van de kerkprovincie Port of Spain op Trinidad en Tobago. Bisschop van Georgetown is Francis Dean Alleyne, bisschopszetel is de Kathedraal van de Onbevlekte Ontvangenis. Men is lid van de bisschoppenconferentie van de Antillen, president van de bisschoppenconferentie is Patrick Christopher Pinder, aartsbisschop van Nassau (Bahama's). Verder is men lid van de Consejo Episcopal Latinoamericano.
Apostolisch nuntius voor Guyana is aartsbisschop Santiago De Wit Guzmán, die tevens apostolisch nuntius is voor Antigua en Barbuda, de Bahama's, Barbados, Belize, Dominica, Grenada, Jamaica, Saint Kitts en Nevis, Saint Lucia, Saint Vincent en de Grenadines, Suriname en Trinidad en Tobago en apostolisch gedelegeerde voor de Antillen.

## Indeling
- Aartsbisdom Port of Spain (Trinidad en Tobago)
  - Bisdom Georgetown

## Nuntius
- Apostolisch nuntius
  - Aartsbisschop Eugenio Sbarbaro (26 augustus 1997 - 26 april 2000)
  - Aartsbisschop Emil Paul Tscherrig (8 juli 2000 - 22 mei 2004)
  - Aartsbisschop Thomas Edward Gullickson (15 december 2004 - 21 mei 2011)
  - Aartsbisschop Nicola Girasoli (29 oktober 2011 - 16 juni 2017)
  - Aartsbisschop Fortunatus Nwachukwu (4 november 2017 - 17 december 2021)
  - Aartsbisschop Santiago De Wit Guzmán (sinds 30 juli 2022)